# Wielka Góra (Pieniny)
Wielka Góra (słow. Veľka hora, 801 m) – położony na Słowacji, najdalej na wschód, a także najdalej na południe wysunięty szczyt Pienin. Znajduje się w ich części zwanej Małymi Pieninami, w zakończeniu grzbietu odchodzącego od Wierchliczki poprzez Faklówkę w południowo-wschodnim kierunku. Północno-wschodnie stoki Wielkiej Góry opadają do doliny potoku Wielki Lipnik (w polskich źródłach nazywanego też Litmanowskim Potokiem), południowo-zachodnie do Kotliny Lubowelskiej.
Wielka Góra jest całkowicie porośnięta lasem i znajduje się już poza granicami słowackiego Pienińskiego Parku Narodowego. Jej grzbiet oddziela od siebie dwie słowackie miejscowości: Jarzębina (Jarabina) i Kamionka (Kamienka).